# Woodbridge (Kalifornija)
Woodbridge je naseljeno područje za statističke svrhe u američkoj saveznoj državi Kalifornija. Prema popisu stanovništva iz 2010. u njemu je živjelo 3.984 stanovnika.